# Reformierte Kirche Turgi

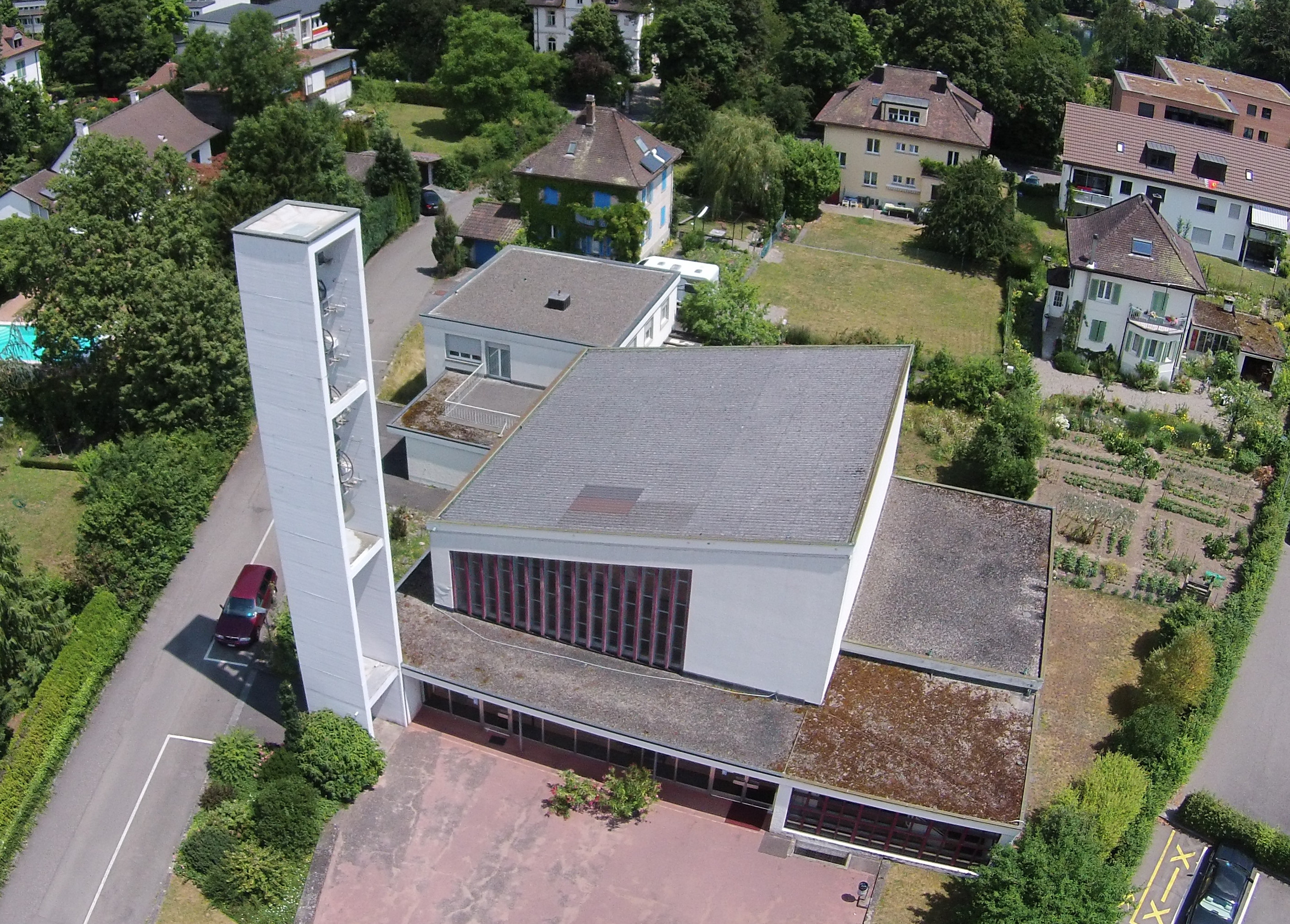
Blick auf die Kirche

Die reformierte Kirche Turgi ist die reformierte Dorfkirche von Turgi im Schweizer Kanton Aargau. Sie wurde 1960 eingeweiht und gehört der reformierten Kirchgemeinde Birmenstorf-Gebenstorf-Turgi.

## Geschichte
Die Gemeinde Turgi entstand 1884 durch die Trennung von Gebenstorf. Kirchlich blieb die Bindung an Gebenstorf aber bestehen. Spätestens in den 1930er-Jahren entstanden Pläne für eigene kirchliche Räume, die mit der Gründung des reformierten kirchlichen Gemeindevereins Turgi am 8. März 1936 konkreter wurden. Das Ziel des Vereins war die Erstellung eines kirchlichen Gemeindehauses. Am selben Tag schenkten die Turgemer Unternehmer Hans Landolt und Gustav Bebié dem Verein 21 Aren Land als Bauplatz für ein kirchliches Gebäude. Im Jahre 1948 kam dann ein Pfarrhelfer nach Turgi und 1958 wurde die Stelle in ein Pfarramt umgewandelt. Bei einem Architektenwettbewerb im Jahre 1957 gewann das Projekt der Berner Architekten Dubach und Gloor und am 1. Juli 1959 begannen die Bauarbeiten für die Kirche mit den Aushubarbeiten. Die Grundsteinlegung fand am 6. September 1959 statt, am 2. Mai 1960 war der Glockenaufzug und am 29. Mai wurde die Kirche eingeweiht. Die Gesamtkosten beliefen sich auf 570'000 SFr.
Die Orgel aus dem Jahr 1960 stammt von Metzler Orgelbau mit 19 Registern.
Da die Kirche in der Zwischenzeit baulich in einem schlechten Zustand ist, plant die Kirchgemeinde den Abriss der Kirche und einen Neubau bei gleichzeitiger Mantelnutzung mit altersgerechten Wohnungen.

## Architektur
Die Kirche ist ein mit einem Pultdach gedeckter Saal und hat einen freistehenden, dreigeschossigen Glockenturm. Mit einer Falttür ist ein Gemeindesaal abgetrennt und im Keller befinden sich weitere Räume.

## Ausstattung
Im offenen Kirchturm befinden sich fünf Glocken, die in c, es, as, b, c gestimmt sind.